# 遊佐太藤
遊佐 太藤（ゆざ -）は、戦国時代の武将。尾州畠山氏の家臣。遊佐長教の死後、河内守護代家の家督を継承、またはその代行を務めた。

## 略歴
天文20年（1551年）5月、畠山氏では実質的に河内を領国化したとも評される河内守護代・遊佐長教が暗殺された。長教の嫡子・信教が幼少のため、河内上郡代の萱振賢継は長教の弟の根来寺松坊（杉坊か）を擁立し、下郡代の安見宗房は遊佐一族の太藤を立てて対立。天文21年（1552年）2月10日、安見宗房が萱振賢継らを粛正し、長教の娘を娶り同盟関係にあった三好長慶が長教の弟を殺害することでこの争いは決着した。これ以後、太藤は遊佐氏の家督者、または信教に代わる家督代行者という立場になる。
この最中の天文21年（1552年）1月、太藤は長教を継ぐ立場から本願寺に年始の祝儀を初めて贈っており、同月、畠山氏の直臣・丹下盛知や遊佐氏被官の筆頭・走井盛秀とともにその返礼を受けている。このことから、太藤の擁立は安見宗房に丹下盛知・走井盛秀が加担してのものであり、この時点で萱振氏らの粛清は計画されていたものとみられる。
天文21年（1552年）9月、畠山高政が畠山氏の家督を継ぐ。この後、畠山家中は高政派と太藤・安見宗房派に分かれたとみられ、天文22年（1553年）5月、安見宗房と対立した鷹山弘頼が高屋城で自刃した。天文23年（1554年）と推定される1月25日付の丹下盛知宛書状の中で、高政は弘頼の子の藤政について軍役と引き換えに知行を安堵すると述べているが、鷹山氏に対して太藤の憤りが収まっていないとも記している。
また太藤は、天文22年（1553年）閏1月までに御供衆に任じられていた。御供衆となった太藤は本願寺との音信において無礼とも取れる書状を送るなど高慢な態度を取っているが、太藤の御供衆就任で家格の上がった遊佐氏では、永禄6年（1563年）に信教が守護畠山氏同様の代替わり安堵を行い、永禄13年（1570年）1月までに遊佐（安見）宗房が奉公衆になるなどしている。
永禄年間に入ると太藤の名は見えなくなり、永禄2年（1559年）には守護代の可能性のある人物として遊佐知が書状を発給している。このため、この頃には太藤は死去していたことも考えられる。